# Снєдзін Юрій Емільович
Юрій Емільович Снєдзін (нар. 5 липня 1930, Ленінград) — український художник тканин; член Спілки радянських художників України з 1964 року.

## Біографія
Народився 5 липня 1930 року в місті Ленінграді (нині Санкт-Петербург, Росія). 1954 року закінчив Ленінградське вище художньо-промислове училище імені Віри Мухіної.
Працював на Дарницькому шовковому комбінаті. Жив у Києві, в будинку на вулиці Академіка Шліхтера, № 6/1, квартира № 68 та в будинку на вулиці Райдужній, № 18, квартира № 70.

## Творчість
Працював у галузі декоративного мистецтва (промисловий текстиль), створював малюнки для вибивних шовкових платтяних і блузочних тканин, для портьєрних тканин. Серед робіт проєкти:
- півкупона за українськими мотивами (1957);
- шовкових тканин «Глечики» (1958); «Марічка» (1962);
- репсових тканин (1963);
- атласних хусток (1964).

Брав участь у республіканських виставках з 1957 року, зарубіжних — з 1958 року.